# Бурино (Кировская область)
Бурино — деревня в Слободском районе Кировской области в составе Светозаревского сельского поселения.

## География
Находится на расстоянии примерно 12 км по прямой на восток-юго-восток от районного центра города Слободской.

## История
Известна с 1678 года, когда здесь (деревня Бурина) отмечено было 10 дворов. В 1764 году в деревне Буринской учтено 78 «вотяков и других новокрещен». В 1873 году в Буринской учтено было дворов 35 и жителей 258, в 1905 52 и 458, в 1926 89 и 576 (570 удмуртов), в 1950 75 и 285 соответственно. В 1989 году оставалось 62 жителя. 

## Население
Постоянное население  составляло 32 человек (удмурты 100%) в 2002 году, 25 в 2010.